# Xã Woosung, Quận Ogle, Illinois
Xã Woosung (tiếng Anh: Woosung Township) là một xã thuộc quận Ogle, tiểu bang Illinois, Hoa Kỳ. Năm 2010, dân số của xã này là 389 người.